# アジア・パシフィック・イニシアティブ
アジア・パシフィック・イニシアティブ（英語：Asia Pacific Initiative、通称API）は、2017年7月に日本再建イニシアティブを改組した非営利の独立系シンクタンク。元朝日新聞社主筆の船橋洋一が創設、プレジデントは慶応義塾大学総合政策学部教授の神保謙。

## 概要
2011年9月に設立された一般財団法人日本再建イニシアティブを拡大改組する形で2017年7月に発足。2022年7月、公益財団法人国際文化会館と合併。「アジア・パシフィック・イニシアティブ（API）」の名称は同財団のプログラム・ブランド名として使用されている。
「多様な世界との知的対話、政策研究、文化交流を促進し、自由で、開かれた、持続可能な未来をつくることに貢献する」ことを目的とする。

## 主な活動
一般財団法人アジア・パシフィック・イニシアティブでは、前身である日本再建イニシアティブ時代の「福島原発事故・民間事故調」のように、調査報告を行うことが活動の底流となっていた。2020年10月8日には、委員長に小林喜光、委員に大田弘子、笠貫宏、野村修也を迎えて発足させた「新型コロナ対応・民間臨時調査会（コロナ民間臨調）」による『新型コロナ対応・民間臨時調査会 調査・検証報告書』を発表した。その他のプロジェクトとしては、福島原発事故10周年検証プロジェクト、検証安倍政権プロジェクト、自由で開かれた国際秩序（LIO）プロジェクト、日米軍人ステーツマン・フォーラム（MSF）、PEP（政策起業家プラットフォーム）、アジア・パシフィック・イニシアティブ・フォーラム（APIF）等がある。
国際文化会館との合併後には、APIがこれまで手掛けてきた国際関係・地域研究・地政学の分野のプロジェクトを発展的に統合・改組した「地経学研究所（Institute of Geoeconomics: IOG）」を設立、所長には鈴木一人・東京大学公共政策大学院教授が就任した。

## 主要メンバー
- 創設者[8]
  - 船橋洋一（元朝日新聞主筆）
- プレジデント[8]
  - 神保謙（公益財団法人国際文化会館常務理事（代表理事）、慶応義塾大学総合政策学部教授）
- 理事・監事・評議員
  - 国際文化会館を参照。